# 수직축 정리
고전역학에서 수직축 정리(perpendicular-axis-theorem)란 임의의 평면판의 관성 모멘트는 그 수직축과 평면판의 교점을 지나고 평면판에서 서로 수직인 임의의 두 축에 대한 관성 모멘트의 합과 같음을 나타내는 정리이다.
원점 O에서 만나는 수직인 세 회전축 {\displaystyle x,y,z}를 정의하고, {\displaystyle z}축에 수직인 {\displaystyle xy}평면 위의 평면판을 정의하자. 이때, {\displaystyle I_{x},I_{y},I_{z}}를 각각 {\displaystyle x,y,z}축을 회전축으로 하는 관성 모멘트라고 하면, 수직축 정리는 다음을 나타낸다:
{\displaystyle I_{z}=I_{x}+I_{y}}
이 정리는 평행축 정리와 더불어 관성 모멘트를 구하는데에 유용하게 쓰인다.

## 수직축 정리의 증명
회전축이 {\displaystyle z}축인 {\displaystyle xy}평면 위의 평면판을 생각하자.
이때, 관성 모멘트 {\displaystyle I_{z}}{\displaystyle =\sum (x_{i}^{2}+y_{i}^{2})m_{i}}이고,
{\displaystyle \sum (x_{i}^{2}+y_{i}^{2})m_{i}=\sum x_{i}^{2}m_{i}+\sum y_{i}^{2}m_{i}}이다.
이때, 평면이 {\displaystyle x}축과 {\displaystyle y}축을 회전축으로 회전운동할 때의 관성 모멘트 {\displaystyle I_{x}}, {\displaystyle I_{y}}를 구하면
평면 위의 임의의 점 {\displaystyle (x_{i},y_{i})}에서 {\displaystyle x}축까지의 거리는 {\displaystyle |y_{i}|}, {\displaystyle y}축까지의 거리는 {\displaystyle |x_{i}|} 이므로
{\displaystyle I_{x}=\sum y_{i}^{2}m_{i}} , {\displaystyle I_{y}=\sum x_{i}^{2}m_{i}} 가 된다.
그러므로 {\displaystyle I_{z}}{\displaystyle =I_{x}+I_{y}} 임을 알 수 있다.

## 수직축 정리의 활용

### 원판에서의 활용
밀도가 균일한 원판의 관성 모멘트는 {\displaystyle I={\frac {1}{2}}MR^{2}}로 알려져 있다.
원판의 중심을 지나는 원판 위의 회전축에 의한 원판의 관성 모멘트를 {\displaystyle I_{c}} 라 하면
회전축을 어떠한 방향으로 잡든 {\displaystyle I_{c}}의 값이 항상 같다.
이때, 수직축 정리에 의해 {\displaystyle {\frac {1}{2}}MR^{2}=2I_{c}}가 성립하므로 {\displaystyle I_{c}={\frac {1}{4}}MR^{2}}를 얻는다.

## 같이 보기
- 평행축 정리